# Anacolia laevisphaera
Anacolia laevisphaera är en bladmossart som beskrevs av Flowers in Grout 1935. Anacolia laevisphaera ingår i släktet Anacolia och familjen Bartramiaceae. Inga underarter finns listade i Catalogue of Life.